# Liste der Bodendenkmale in Hövede
In der Liste der Bodendenkmale in Hövede sind die Bodendenkmale der Gemeinde Hövede nach dem Stand der Bodendenkmalliste des Archäologischen Landesamts Schleswig-Holstein von 2016 aufgelistet.
| Denkmal-ID           | Befundart           | Bezeichnung             | Zeitstellung                 | Lage | Bemerkungen | Bild |
| -------------------- | ------------------- | ----------------------- | ---------------------------- | ---- | ----------- | ---- |
| aKD-ALSH-Nr. 000 238 | Grabmal > Grabhügel | Grabhügel „Breitenberg“ | Vor- und/oder Frühgeschichte |      |             |      |
| aKD-ALSH-Nr. 000 239 | Grabmal > Grabhügel | Grabhügel „Breitenberg“ | Vor- und/oder Frühgeschichte |      |             |      |